# Moto Guzzi Albatros
La Moto Guzzi Albatros 250 è stata una motocicletta da corsa prodotta dalla casa motociclistica Moto Guzzi  tra il 1939 e il 1949.
Costruita in soli 59 esemplari vanta però nel suo albo 872 vittorie, numero che rivaleggia con quello della moto più vincente di sempre, la Norton Manx, aggiudicandosi pure due Campionati Europei e due Tourist Trophy nel biennio 1947-1948.

## Storia
Nata dalla necessità di modernizzare le moto da corsa 250 e 500 cc dello squadrone Guzzi (destinate anche ai privati), fu progettata da Carlo Guzzi e dall'ingegner Giulio Cesare Carcano come diretta discendente della Moto Guzzi 250, puntando quasi tutto sulla leggerezza e facendo quindi largo uso di alluminio e leghe al magnesio:  nacquero così il Condor 500 e l'Albatros 250, le prime motociclette Guzzi a denominazione ornitologica, presentate a breve distanza di tempo l'una dall'altra nella primavera del 1939, al prezzo di listino di 12500 LIT: cifra molto elevata per quell'epoca, quando le altre Guzzi stradali in catalogo si aggiravano tra le 5000 e le 8500 LIT.
Fu portata in pista per la prima volta il 30 aprile 1939, quando debuttò alla 3ª edizione della Milano-Taranto pilotata da Enrico Lorenzetti: nonostante si trovasse nettamente al comando della categoria 250, la rottura delle molle valvole lo costrinsero al ritiro (questo guasto era un inconveniente frequente, poiché quelle autarchiche d'anteguerra erano poco resistenti), ma dimostrò subito di essere una moto ben azzeccata, dominando molte competizioni su tutto il territorio nazionale.
Fermata la produzione a quota 25 esemplari prodotti, a causa degli eventi bellici, nel Secondo dopoguerra si mostrò ancora ben capace di competere con le altre motociclette concorrenti, tornando in produzione e facendo uscire dagli stabilimenti di Mandello del Lario altri 34 esemplari (a differenza della sorella maggiore Condor 500 che dovette essere rimodernata, creando così il Dondolino); fu proprio in questo secondo periodo che l'Albatros riuscì a cogliere i suoi più grandi successi, quando concorrendo in gare svoltesi in tutta Europa primeggiò in centinaia di gare, da quelle di minor importanza fino a quelle di massimo livello.
Nel 1949, quando uscì di serie dopo 59 esemplari prodotti, il suo costo era di 870000 LIT. L'uscita di produzione fu determinata dalla necessità della Guzzi di dover concentrare tutti gli sforzi e le risorse economiche sulle moto civili di serie (agli albori del Miracolo economico italiano), e la sua produzione era diventata economicamente svantaggiosa. Nonostante ciò, le Albatros continuarono a gareggiare con ottimi risultati fino alla metà degli anni '50.

## Tecnica

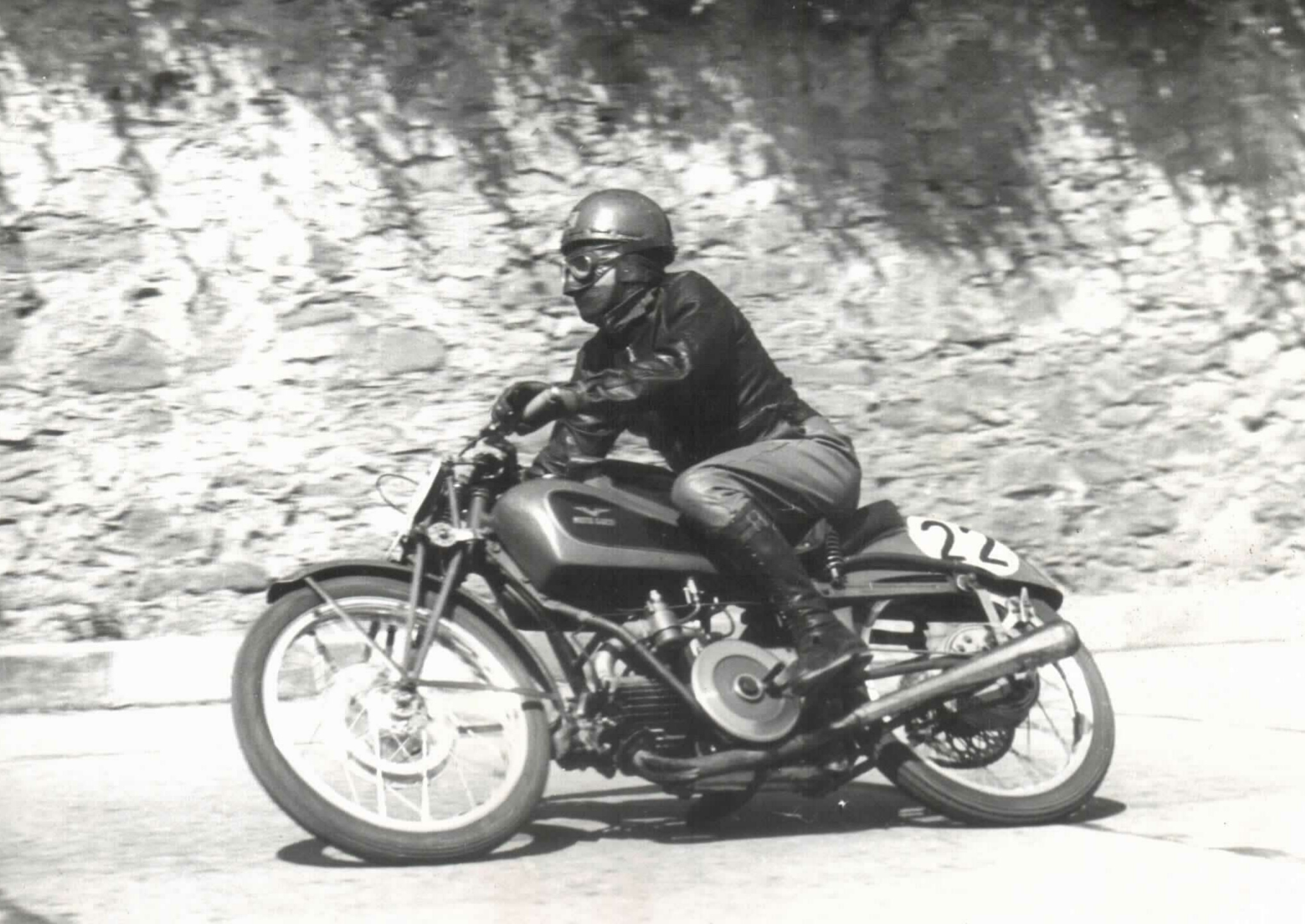
Il pilota privato Raccagni sul Circuito di Ospedaletti il 10 aprile 1949

La formula vincente risiede, oltre alle notevoli doti di leggerezza, nell'architettura del motore, grazie al cilindro orizzontale fortemente alettato e con la testa scoperta, che consente un raffreddamento ottimale ed un basso baricentro, ed una rigidità e compattezza del basamento (per consentire ciò il volano, il magnete e la pompa dell'olio sono collocati esternamente). Inoltre per garantire il maggior raffreddamento possibile è stata applicata un'abbondante lubrificazione a carter secco, agevolata da una pompa di mandata ed una di recupero con elevate portate (di 2 litri a 7500 giri/min) che collegano il motore al serbatoio dell'olio - posto sopra quello della benzina - con capienza di ben cinque litri. Inoltre, la distribuzione monoalbero in testa con valvole poco inclinate per agevolare la combustione e dimensioni di alesaggio e corsa quadrate indicate per gli alti regimi contribuirono a creare una delle moto più vincenti di sempre.
Fu inoltre una moto indovinata per i corridori privati, in quanto il motore era estremamente affidabile ed esente da grosse vibrazioni, ed i pezzi di ricambio sempre reperibili; manutenzione e messa a punto erano agevolate grazie ai riferimenti impressi sui vari componenti.
Gli unici difetti, rilevati da Lorenzetti, furono il freno anteriore sottodimensionato, la flessibilità della forcella, la brusca reattività dei molleggi anteriori e posteriori ed il rischio di scottarsi sul serbatoio dell'olio durante la guida abbassata.

### Prestazioni
Le prime Albatros prodotte producevano 20 CV alla ruota a 7500 giri/min con alimentazione benzina/benzolo al 50%, ma nelle corse del primo dopoguerra si utilizzava benzina commerciale, estremamente povera di ottani (con un minimo di 72), per la quale la compressione veniva ridotta da 8,5 a 8 ed una conseguente perdita di circa due cavalli; solo nel secondo dopoguerra benzine sempre più ricche (toccando quota 98 ottani) permisero di portare la compressione a 9 e di aggiungere due cavalli agli originali (grazie anche all'adozione di camme più prestanti e del nuovo carburatore da 32 a sostituzione dell'originale da 30), portando alla potenza di 22 CV alla ruota e 24 CV all'albero motore, e spingendo l'Albatros alla velocità di 150 chilometri all'ora.